# Bhimapur
Bhimapur (nepalski: भिम्मापुर) – gaun wikas samiti w zachodniej części Nepalu w strefie Bheri w dystrykcie Bardiya. Według nepalskiego spisu powszechnego z 2001 roku liczył on 1360 gospodarstw domowych i 9968 mieszkańców (4932 kobiet i 5036 mężczyzn).